# شاون هریسون
شاون هریسون (انگلیسی: Shawn Harrison؛ زادهٔ ۲۸ دسامبر ۱۹۷۳) یک هنرپیشه اهل ایالات متحده آمریکا است.